# EV13 IJzerengordijnpad
Het IJzerengordijnpad (Iron Curtain Trail) is een geheel bewegwijzerde fietsroute van zo'n 10.550 kilometer lang. De route maakt deel uit van het EuroVelo-netwerk van de European Cyclists' Federation, en is opgezet met financiering vanuit een Interreg-programma van de Europese Unie. Het type bewegwijzering verschilt van land tot land omdat gebruik wordt gemaakt van nationale netten van langeafstandsfietsroutes. 
De route gaat door de volgende landen en gebieden: Noorwegen, Finland, Rusland, Estland, Letland, Litouwen, Polen, Duitsland (o.a. via de Werratal-Radweg), Tsjechië, Oostenrijk, Slowakije, Hongarije, Slovenië, Kroatië, Servië, Roemenië, Bulgarije, Noord-Macedonië, Griekenland en Turkije. 
De route volgt het voormalige IJzeren Gordijn en loopt langs verschillende natuurgebieden van de European Green Belt.
Onderweg zijn er veel bezienswaardigheden. Voor gidsen en toelichtingen moet gebruikgemaakt worden van het materiaal dat per land beschikbaar is. In sommige gevallen kan dat er toe leiden dat het alleen beschikbaar is in de taal van dat land. 